# HMS Pandora (N42)
Pour les autres navires du même nom, voir HMS Pandora.
Le HMS Pandora (pennant number : N42) est un sous-marin de Classe Parthian de la Royal Navy, mis en service en 1930 et perdu en 1942 pendant la Seconde Guerre mondiale. Cette classe de sous-marins fut la première à être équipée de torpilles Mark VIII. Le 4 juillet 1940, le HMS Pandora torpille et coule l’aviso français Rigault de Genouilly au large des côtes algériennes. Dans le prolongement du programme Prêt-bail, le HMS Pandora, ainsi que trois autres sous-marins britanniques et français, a été révisé au chantier naval de Portsmouth aux États-Unis. Il a été coulé le 1er avril 1942 par des avions Junkers Ju 87 du Sturzkampfgeschwader 3 au chantier naval de La Valette, à Malte.

## Conception
La classe Parthian a été conçue comme une amélioration de la classe Odin antérieure. Cette nouvelle classe était plus grande, construite avec une étrave oblique et dotée d’un bouclier pour couvrir le canon de 4 pouces. Mais la classe avait un défaut de conception : les réservoirs de carburant externes rivetés fuyaient, laissant une traînée de gas-oil à la surface.
Tous les sous-marins de la classe Parthian étaient équipés de huit tubes lance-torpilles de 21 pouces (533 mm), d’un canon de pont Mk XII QF de 4 pouces (102 mm) et de deux mitrailleuses. Cette classe a été la première à être équipée de la torpille Mark VIII. Les sous-marins de la classe Parthian ont été conçus pour un effectif de 53 officiers et hommes d’équipage.

## Engagements
Le HMS Pandora a été commandé le 7 février 1928. Il a été construit par Vickers-Armstrongs dans le port de Barrow-in-Furness,. Sa quille fut posée le 9 juillet 1928, il est lancé le 22 août 1929 et mis en service le 30 juin 1930. Le Pandora s’appelait initialement HMS Python ; cependant, son nom a été changé en 1928 en raison d’une aversion de la Royal Navy pour les navires portant un nom de serpent. La suspicion envers les navires portant un nom de serpent a commencé avec la perte en 1890 du HMS Serpent et de 173 hommes. En 1901, les Viper et Cobra ont été perdus à moins de 6 semaines d’intervalle. Les noms de serpents n’ont plus été utilisés à nouveau par la Royal Navy. Le Pandora, dixième navire de ce nom, a été nommé d’après la première femme de la mythologie.

### Entre-deux-guerres
En décembre 1930, le HMS Pandora a navigué vers la Chine depuis Portsmouth. Il arrive à Hong Kong en février 1931 et sert à la China Station de 1931 à 1940. En 1940, le HMS Pandora est devenu membre de la première flottille de sous-marins avec les HMS Parthian, Phoenix, Proteus, Grampus, Rorqual, Odin, Orpheus, Olympus, Otus, Otway, Osiris, et le navire ravitailleur de sous-marins Medway.

### Seconde Guerre mondiale
Le HMS Pandora a patrouillé en mer Méditerranée de 1940 à 1942. Il commence son service en Méditerranée orientale en juin 1940. En juillet, il est chargé d’opérations contre la flotte française au large des côtes d’Algérie près d’Oran. Le 4 juillet 1940, il coule près d’Alger le navire français Rigault de Genouilly. En août, le HMS Pandora a livré des fournitures à l’île de Malte alors soumise à un blocus.
En septembre 1940, le torpilleur italien Cosenz attaqua le HMS Pandora avec une charge de profondeur, mais le HMS Pandora survécut à l’attaque. En janvier 1941, il coule trois navires : le SS Palma au sud de la Sardaigne, le SS Valdivagna, et un autre navire près du cap Spartivento en Calabre.

### Naufrage
Le HMS Pandora arrive à Malte le 31 mars 1942 pour décharger sa cargaison. Le 1er avril 1942, alors qu’il déchargeait, un bombardement aérien a eu lieu, mais la décision a été prise de poursuivre le déchargement pour gagner du temps. Le HMS Pandora a reçu deux impacts directs de bombe et a été coulé. Les survivants du Pandora étaient à bord du sous-marin Olympus quand celui-ci a été détruit par une mine marine. Sur les 98 membres d’équipage et passagers du Olympus, il n’y a eu que 9 survivants. Dans les années 1950, l’épave du Pandora, ainsi que les épaves d’autres victimes de bombardement de Malte, les HMS P36 et HMS P39, ont été renflouées et dépouillées de leurs équipements et de diverses parties, puis emmenées en mer au large de Malte et sabordées.